# Euro Truck Simulator 2
Euro Truck Simulator 2 (abreviado como ETS2) es un videojuego de simulación de camiones desarrollado y publicado por SCS Software el 18 de octubre de 2012 para Microsoft Windows, Mac OS y Linux. Es una secuela directa del videojuego de 2008 Euro Truck Simulator y es el segundo de la serie. El jugador puede conducir una selección camiones articulados a través de un mundo abierto modelado según el país de Europa, recogiendo y entregando cargas de distintas empresas. A medida que avanza el juego, el jugador puede adquirir más camiones, garajes y semirremolques, además de poder administrar su propia compañía de entregas al contratar a otros conductores.
Hasta febrero de 2022 el juego llevaba vendidas más de 10 millones de unidades en Steam según el sitio web de métricas Steam Spy.

## Jugabilidad
El jugador elige su ubicación inicial en cualquiera de las ciudades del mapa del juego. Al comienzo del juego solo puede realizar los llamadas "trabajos rápidos": estos trabajos implican realizar entregas como conductor sin vehículo empleado por una empresa de entregas, con un camión provisto y todos los gastos cubiertos, desde combustible hasta peajes y tasas de transporte por tren o embarcación. En cierto punto el jugador podrá permitirse, gracias a sus ganancias o préstamos bancarios, comprar un camión o adquirir otro garaje, para así comenzar a ganar más dinero entregando cargas con mejor paga al utilizar su propio camión, en lugar de ser solo un conductor de alquiler. El dinero obtenido puede usarse además para actualizar los camiones, contratar conductores para realizar entregas, y para ampliar los garajes y así acomodar más camiones y conductores.
El jugador gana puntos de experiencia después de cada entrega. Se otorga un punto de habilidad cada vez que sube de nivel. Los puntos de habilidad se pueden utilizar para desbloquear diferentes cargas mejor remuneradas, por ejemplo cargas ADR, entregas de larga distancia, transportes especiales, frágiles, o urgentes, además de mejoras de conducción ecológica que permiten ahorrar combustible.
El juego presenta 77 ciudades en trece países diferentes, más de veinte tipos diferentes de carga y más de quince compañías de transporte ficticias.
El juego también cuenta con una función de "Radio", que permite a los jugadores reproducir archivos locales en formato MP3 y OGG, además de escuchar estaciones de radio reales por Internet.
En comparación al primer juego, esta secuela se lanzó contando con dos nuevas compañías de camiones, Scania y Renault. El juego no tenía licencia oficial para los camiones DAF, Iveco, Mercedes-Benz y Volvo; por ende, para aquellas marcas se utilizaron los nombres ficticios DAV, Ivedo, Majestic y Valiant, respectivamente. Las marcas oficiales de estos camiones se introdujeron al juego en actualizaciones posteriores.

### Modificaciones e integración con Steam Workshop
El juego cuenta desde sus inicios con una comunidad de modding que realiza modificaciones de todo tipo, incluyendo simples cambios a la apariencia de los camiones adquiridos, así como camiones totalmente nuevos, modos multijugador, extensiones de mapas, nuevos remolques y compañías e incluso paquetes de sonidos más realistas.
En la versión beta 1.23, SCS Software implementó la integración del juego con Valve Steam Workshop, permitiendo a los autores de estas modificaciones subir sus creaciones directamente a la página del juego en Steam Workshop. Esto permite que los jugadores se suscriban a una modificación para que Steam la descargue e instale automáticamente en su copia del juego. Para publicar las modificaciones en la página del Workshop se utiliza la herramienta SCS Workshop Uploader.

## Contenido descargable

### Paquetes de expansión de mapas
Euro Truck Simulator 2 ofrece los siguientes paquetes de expansión del mapa original como contenido descargable (DLC):
| Nombre                | Fecha de lanzamiento      | Descripción |
| --------------------- | ------------------------- | --- |
| Going East            | 20 de septiembre de 2013  | En enero de 2013, SCS Software anunció el DLC Going East!, que expande el mapa del juego a Europa del Este. Fue publicado el 20 de septiembre de 2013 e introdujo 13 nuevas ciudades a Polonia, Eslovaquia, República Checa y Hungría. En julio de 2015 la actualización a la versión 1.19 del juego agregó las ciudades de Pécs y Szeged, junto con nuevas carreteras en Hungría y Austria. |
| Scandinavia           | 7 de mayo de 2015         | El 7 de mayo de 2015, SCS lanzó el DLC Scandinavia, que cuenta con una extensión de mapa a Escandinavia incluyendo a Dinamarca, Noruega y Suecia. El DLC también contiene 2 nuevos tipos de remolques: un remolque de ganado y un remolque para el transporte de camiones. Este último puede ser recogido en las fábricas Volvo Trucks y Scania en Suecia, que han sido recreadas dentro del juego. |
| Vive la France!       | 5 de diciembre de 2016    | En 2016, SCS Software anunció un nuevo DLC llamado Vive la France!. Este añade 15 nuevas ciudades de Francia, 20 000 km de nuevas carreteras, monumentos famosos, vegetación mejorada, así como nuevas cargas, industrias y empresas. Fue publicado el 5 de diciembre de 2016. Córcega se añadió en la actualización 1.36 como una adición gratuita del paquete de expansión. |
| Italia                | 5 de diciembre de 2017    | El 11 de agosto de 2017, SCS anunció el DLC Italia, que fue publicado el 5 de diciembre de 2017. Se expandió el mapa hasta el territorio continental de Italia y Sicilia, y se actualizaron las ciudades del norte de Italia incluidas en el juego original. Cerdeña se añadió en la actualización 1.35 como una adición gratuita al paquete de expansión. |
| Beyond the Baltic Sea | 29 de noviembre de 2018   | El DLC Beyond the Baltic Sea fue anunciado por SCS Software el 2 de marzo de 2018, e incluyó varios países bálticos, incluyendo porciones de Finlandia y Rusia (junto con Óblast de Kaliningrado). El paquete incluye puestos de control fronterizos en Rusia. |
| Road to the Black Sea | 5 de diciembre de 2019    | El 18 de marzo de 2019, SCS Software publicó un video de prelanzamiento anunciando el desarrollo de otro paquete de expansión que contaría con Rumania, Bulgaria y la parte europea de Turquía. |
| Iberia                | 8 de abril de 2021        | El 19 de diciembre de 2019, SCS Software comunicó a través de su blog oficial el desarrollo de un nuevo paquete de expansión que contaría con España y Portugal. Entre otros contenidos, además de diversas ciudades de la península, el DLC incorporó zonas naturales como el Desierto de Tabernas, en la provincia de Almería. Es el primer DLC realizado expresamente para la actualización 1.40, donde se introdujo un nuevo sistema de visualización. |
| West Balkans          | 19 de octubre de 2023     | El 5 de junio de 2022, SCS Software comunicó a través de su blog oficial el desarrollo de una expansión que incluiría la región de los Balcanes y contaría con ciudades de Albania, Bosnia y Herzegovina, Croacia, Kosovo, Montenegro, Macedonia del Norte, Serbia y Eslovenia. |
| Greece                | 4 de diciembre de 2024    | El 1 de noviembre de 2023, SCS Software comunicó a través de su blog oficial el desarrollo de una expansión enfocada en Grecia, se espera incluir 14 ciudades entre la Grecia continental y sus islas, así mismo se espera incluir paisajes típicos del Mediterráneo, escenarios históricos de la Antigua Grecia y complejos hoteleros. |
| Nordic Horizons       | TBA                       | El 26 de enero de 2024, SCS Software anunció una nueva expansión en desarrollo la cual traerá al juego las regiones árticas del Norte de Europa. Inluirá la región norte de Noruega, la región de Norrland en Suecia, y la región de Laponia en FInlandia. Buscará tomar los paisajes típicos de la región ártica escandinava y se espera desarrollar a la par junto al DLC de Grecia. |
| Heart of Russia       | Cancelado indefinidamente | El 5 de marzo de 2021, SCS Software comunicó a través de su blog oficial el desarrollo de una nueva expansión enfocada en Rusia, que añade nuevas ciudades de Rusia, incluyendo Moscú. Se esperaba que el DLC se publicase para abril o mayo de 2022 pero la Invasión Rusa de Ucrania iniciada el 24 de febrero de 2022 generó incertidubmbre sobre el lanzamiento del DLC. En mayo de 2022 SCS Software comunicó la cancelación oficial del DLC admitiendo una posición apolítica y evitando cualquier apoyo a la agresión o violencia. Sin embargo, no se descarta un posible lanzamiento futuro de este DLC. |

### Pinturas
Un conjunto de pinturas con temática de Halloween fue lanzado exclusivamente en la tienda Steam de Valve el 24 de octubre de 2013. El 10 de diciembre de 2013 fue publicado un conjunto de pinturas temáticos de invierno llamado Ice Cold. Estos acabados pueden ser aplicados a cualquier camión en el juego. El 4 de abril de 2014, SCS Software publicó seis pinturas más en un paquete de contenido descargable llamado Force of Nature. Por último, en la actualización 1.10 y 1.11 se introdujeron cinco nuevos esquemas de pintura con banderas del Reino Unido, Irlanda, Escocia, Estados Unidos y Canadá. El 3 de octubre de 2014, SCS Software publicó algunos esquemas de color basados en la Bandera de Alemania, antes del 24° aniversario de la reunión de Alemania.
Durante diciembre de 2014 y enero de 2015 hubo una pintura exclusiva, denominada Ravens Paint Pack por algunos jugadores, que incluía dos pinturas (1 color azul y 1 oro) que sólo se podían desbloquear luego de recorrer una distancia aproximada a la que hay entre Praha y el polo norte, unos (4 443 km), entregando remolques de Navidad. Este DLC originalmente no estaba disponible para su compra; sin embargo, el 6 de marzo de 2017 se publicó como un DLC pago, con contenido adicional, a través de Steam por 1,99 US$.

### High Power Cargo Pack
El DLC High Power Cargo Pack amplía el rango de carga en el juego mediante la adición de cargas personalizadas. Las nuevas cargas y remolques suelen ser más grandes, largas y pesadas que una carga convencional. Entre ellas se incluye un helicóptero, varios tractores y perforadores, motores industriales de aire acondicionado y yates. El paquete incluye adicionalmente un esquema de pintura personalizable.

### Schwarzmüller Trailer Pack
El DLC Schwarzmüller Trailer Pack, publicado el 16 de septiembre de 2016, es el primer paquete de remolques con licencia oficial. El paquete añade cinco nuevos remolques originales, modelados a partir de los remolques austríacos producidos por Schwarzmüller.

### Cabin Accessories
El DLC Cabin Accessories añade varios elementos para personalizar la cabina del camión, tales como pancartas, banderines, un navegador portátil y dados colgantes que responden a los movimientos de la cabina. Fue publicado el 30 de septiembre de 2015.

### Heavy Cargo Pack
El 12 de mayo de 2017, SCS publicó el DLC Heavy Cargo Pack, el cual añadió ocho nuevos tipos de carga. Cada carga es aún más grande y pesada que las del High Power Cargo Pack, y se transportan en un remolque especial con ejes traseros direccionables.

### Special Transport
El DLC Special Transport, publicado el 13 de diciembre de 2017, consiste en cargas aún más pesadas que exceden las regulaciones de peso y medida de cargas convencionales. Estas cargas ocupan más de un carril de las calles y autopistas, y por ende el jugador es acompañado por vehículos de escolta que sirven de guía para entregar la carga a distancias cortas. A diferencia de los demás tipos de carga, el jugador no puede desviarse de ruta definida por los vehículos de escolta, ni tampoco hacer paradas en áreas de descanso o gasolineras.

### Krone Trailer Pack
Publicado el 18 de septiembre de 2018, Krone Trailer Pack es el segundo paquete de remolque con licencia oficial que se añadió al juego. El DLC añade 6 nuevos remolques y varios accesorios extra.

## Vehículos
Se cuenta con un total de 19 vehículos en el juego, todos personalizables en el taller, de las siguientes marcas y modelos:
- DAF 
  - DAF XF
  - DAF Euro 6
  - DAF XG
  - DAF XG+
- Iveco 
  - Iveco Stralis
  - Iveco Hi-Way
- MAN SE 
  - MAN TGX
  - MAN TGX EURO 6
- Mercedes-Benz 
  - Mercedes-Benz Actros
  - Mercedes-Benz New Actros 2014
- Renault Trucks 
  - Renault Magnum
  - Renault Premium
  - Renault Trucks T
- Scania 
  - Scania Serie R (2009)
  - Scania Serie Streamline (2009)
  - Scania Serie R (2016)
  - Scania Serie S (2016)
- Volvo Trucks 
  - Volvo FH16
  - Volvo FH16 2012

## Recepción
En general, el juego fue bien recibido por los críticos, con un puntaje de 79/100 en Metacritic, lo que indica "críticas generalmente favorables".
En una reseña de Destructoid, Jim Sterling elogió la accesibilidad del juego, señalando lo fácil que eran las funciones del GPS y del mapa, así como la opción de escuchar radios europeas por Internet y la multitud de opciones de control disponibles. También elogió los gráficos, afirmando que "desde la forma de los semáforos hasta la atmósfera de los entornos, hay una sensación de individualidad en cada nuevo territorio que se descubre, y los mismos camiones fueron recreados cuidadosamente con un complejo nivel de detalle", aunque criticó a la IA de los otros vehículos en la carretera.
En otra reseña favorable, Tim Stone de PC Gamer lo describió como "inesperadamente absorbente", elogiando el tamaño del mapa y la variación de las carreteras y los paisajes disponibles. Sin embargo, tuvo reservas sobre la precisión del entorno, comentando que "nadie parece haberle dicho a los encargados de diseñar los paisajes rurales en SCS que la Gran Bretaña rural presenta largas zonas verdes llamadas setos. Las ciudades a menudo se representan con el menor detalle posible: unos pocos depósitos y con suerte el ocasional monumento o estructura emblemática".

## Premios
PC Gamer otorgó al juego el premio "Sim of the Year 2012" en su galardón de fin de año. Rock, Paper, Shotgun incluyó a Euro Truck Simulator 2 en la novena posición de su lista de "Los 25 mejores juegos de simulación jamás hechos".
Euro Truck Simulator 2 obtuvo los premios "Pensaba que este juego era genial antes de que ganase un premio" y "Siéntate y relájate" gracias a la votación de usuarios de Steam en los Steam Awards del 2016.

## Mapas
El juego cuenta con los siguientes países:
- Municipios de Alemania: Berlín, Bremen, Colonia, Dortmund, Dresde, Duisburgo, Dusseldorf, Erfurt, Fráncfort del Meno, Hamburgo, Hannover, Kassel, Kiel, Leipzig, Magdeburgo, Mannheim, Múnich, Núremberg, Osnabruck, Rostock, Stuttgart, y el puerto de la ciudad de Lubeca.
- Municipios de Austria: Graz, Innsbruck, Klagenfurt am Worthersee, Linz, Salzburgo y Viena.
- Municipios de Bélgica: Bruselas y Lieja.
- Municipios de Bulgaria: Burgas, Karlovo, Pernik, Pirdop, Pleven, Plovdiv, Ruse, Sofía, Varna, Veliko Tarnovo y la central nuclear de Kozloduy
- Dinamarca: Aalborg, Copenhague, Esbjerg, Odense y los puertos de las ciudades de Hirtshals, Frederikshavn y Gedser.
- Eslovaquia: Bratislava, Banská Bystrica y Košice.
- Municipios de España: Albacete, Algeciras, Almería, Antequera, Alcalá de los Gazules, Badajoz, Bailén, Barcelona, Bilbao, Burgos, Ciudad Real, Córdoba, El Barco de Valdeorras, El Ejido, Gijón, Granada, Huelva, La Coruña, La Línea de la Concepción, León, Lérida, Madrid, Málaga, Medina-Sidonia, Mengíbar, Murcia, Pamplona, San Roque, Puerto de Sagunto, Salamanca, Santander, Sevilla, Jerez de la Frontera, Tarragona, Teruel, Valencia, Valladolid, Vigo, Villarreal, Zaragoza y Los Barrios además de las centrales energéticas de Almaraz, Navia, Puertollano, Alcalá de Guadaíra y Vandellós.
- Estonia: Kunda, Narva, Paldiski, Pärnu, Tallin y Tartu.
- Francia: Bayona, Bourges, Brest, Burdeos, Calais, Clermort-Ferrand, Dijon, El Havre, Estrasburgo, La Rochelle, Le Mans, Lille, Limoges, Lyon,, Marsella, Metz, Montpellier, Nantes, Niza, París, Reims, Rennes, Toulouse, la refinería petroquímica de Lacq, el puerto de la ciudad de Roscoff, y las centrales nucleares de Civaux, Golfech, Paluel, Saint-Alban-du-Rhone, y Saint-Larrent.
  -  Isla de Córcega: Ajaccio, Bastia, Bonifacio, Calvi, Porto Vecchio y el puerto de la ciudad de L'ile-Rousse.
- Finlandia: Helsinki, Kotka, Kouvola, Lahti, Pori, Tampere, Turku, las centrales nucleares de Loviisa y Olkiluoto, y el puerto de la ciudad de Naantali.
- Grecia: Kavala, Salónica, Ioánina, Lárisa, Trikala, Lamía, y la capital Atenas.
  - Península del Peloponesio: Patras, Kalamata.
  - Isla de Lesbos: Mytilene.
  - Isla de Creta: Chania, Heraclión.
  - Isla de Quíos: Quíos.
  - Isla de Rodas: Rodas.
  - Isla Cefalonia: Argostoli.
- Hungría: Budapest, Debrecen, Pécs, y Szeged.
- Italia: Ancona, Bari, Bolonia, Cassino, Catanzaro, Génova, Florencia, Livorno, Milán, Nápoles, Parma, Pescara, Roma, Suzzara, Tarento, Terni, Turín, Venecia, Verona, y el puerto de Villa San Giovanni.
  -  Isla de Cerdeña: Cagliari, Olbia y Sassari.
  -  Isla de Sicilia: Catania, Mesina y Palermo.
- Letonia: Daugavpils, Liepāja, Rēzekne, Riga, Valmiera y Ventspils.
- Lituania: Kaunas, Klaipéda, Mažeikiai, Panevėžys, Šiauliai, Utena y Vilna.
- Luxemburgo: Luxemburgo.
- Noruega: Bergen, Kristiansand, Oslo y Stavanger.
- Países Bajos: Ámsterdam, Groninga y Róterdam.
- Polonia: Bialystok, Breslavia, Cracovia, Gdansk, Katowice, Lodz, Lublin, Olsztyn, Poznan, Szczecin y Varsovia.
- Portugal: Coímbra, Cortiçadas, Évora, Faro, Guarda, Lisboa, Olhão, Oporto, Ponte de Sor, Setúbal y Sines.
- Reino Unido:
  -  Inglaterra: Birmingham, Cambridge, Carlisle, Dover, Felixstowe, Grimsby, Liverpool, Londres, Mánchester, Newcastle Upon Tyne, Plymouth, Sheffield y Southampton.
  -  Gales: Cardiff y Swansea.
  -  Escocia: Aberdeen, Edimburgo y Glasgow.
- República Checa: Brno, Praga y Ostrava.
- Rumanía: Bacău, Brașov, Bucarest, Călărași, Cluj-Napoca, Craiova, Constanza, Galați, Hunedoara, Iași, Mangalia, Reșița, Târgu Mureș, Timișoara y la central nuclear de Cernavodă.
- Rusia: Kaliningrado, Luga, Pskov, San Petersburgo, Viborg y la central nuclear de Sosnovy Bor.
- Suecia: Estocolmo, Gotemburgo, Helsingborg, Jönköping, Kalmar, Karlskrona, Linköping, Malmö, Örebro, Södertälje, Trelleborg, Upsala, Västerás, Växjö y los puertos de las ciudades de Kapellskär y Nynäshamn.
- Suiza: Berna, Ginebra y Zúrich.
- Turquía (región de Tracia Oriental): Edirne, Estambul y Tekirdağ.